# 馬氏棘鱗魚
馬氏棘鱗魚為輻鰭魚綱金眼鯛目金鱗魚亞目金鱗魚科的其中一種，分布於埃及及蘇丹海域，棲息深度39-350公尺，體長可達18.3公分，棲息在礁石區。

## 擴展閱讀
維基物種上的相關：馬氏棘鱗魚